# La espada mágica (película de 1901)
La Espada Mágica (The Magic Sword) o también conocida como Misterio Medieval (Medieval Mystery) es una película corta muda en blanco y negro británica de fantasía de 1901, dirigida por Walter R. Booth, presentando un caballero medieval que lucha para salvar una doncella de un ogro y una bruja. La película "está impresionantemente elaborada, con rasgos individuales que contienen múltiples efectos de trucos conseguidos a través de complejas exposiciones dobles y superposiciones", y según Michael Brooke, de BFI Screenonline, "fue tan sorprendente, que movió el legendario ilusionista del escenario JN Maskelyne (de Maskelyne and Devant Fame) para describir The Magic Sword como la mejor película de trucaje hasta entonces ".

## Argumento
En el tejado de un antiguo palacio aparecen un joven caballero y su dama. Mientras están bailando, aparece una bruja que quiere atrapar la dama. El caballero la suelta para luchar contra ésta y, cuando está a punto de detenerla, la bruja se sienta en su escoba y se escapa volando hacia la luna. Tras su desaparición, provoca que varios Hobgoblins acosen a la pareja y uno de ellos consigue llevarse la dama sin que el caballero pueda hacer nada. Entonces, siente dolor por su pérdida, pero de repente se le aparece un hada, que le presenta una espada mágica y le dice que puede utilizarla para recuperar su dama.

## Comentarios del autor
Robert W. Paul estaba orgullosamente satisfecho de esta película, ya que cuenta con tres escenas diferentes separadas, algo muy inusual para el 1901. Y también, es una película que está llena de efectos especiales, incluyendo el impresionante momento en el que un ogro gigante aparece de repente sobre las almenas de un castillo.
Paul afirmó que "el uso de figuras y disfraces anglosajones no pueden dejar de complacer a las audiencias de habla inglesa, que se han cansado de imágenes extranjeras de esta clase." Independientemente de si hubiera alguna evidencia contemporánea de esto, parece probable que Paul haya estado refiriéndose a la popularidad de las fantasías basadas en los trucos de Georges Méliès.

## Efectos especiales
Siendo una película que dura dos minutos, su trama es simplista. Y los telones de fondo y la configuración de la película no son muy detallistas como lo eran en otras películas de la época, especialmente las de Méliès, pero la sencillez de la escena de apertura en particular, ayuda a centrar la atención en la acción.
Dejando la simplicidad de estos factores de lado, la parte por la que destaca más es su imagen visual, que es a la vez habitual y extraña. La película incorpora muchos trucos cinematográficos durante los dos minutos de duración. Y a pesar de que ya se habían explorado en otras películas de manera individual años antes, lo que es especial es que se utilizaron todos los trucos que se conocían hasta entonces de manera colectiva para esta película. Algunos de estos trucos incluyen:
- El fundido entre planos, cuando el caballero pasa de estar en el tejado del castillo para estar en una especie de cueva.
- El stop trick o corte de salto para hacer aparecer o desaparecer el hada de la nada.
- Las sobreimpresiones para colocar dos escenas de diferentes distancias con diferentes enfoques de cámara en un mismo plano, como es el caso de la cabeza del ogro maligno. El inventor de este truco parece ser un tema controvertido, porque Méliès, Robert W. Paul y Walter R. Booth lo introdujeron a finales de 1901, cada uno por su parte independientemente. Paul y Booth lo hicieron con esta película y Méliès lo hizo con El hombre con la cabeza de goma (L'homme à la tête en caoutchouc), pero es imposible determinar quién fue el primero en introducirlo antes .
- La exposición doble para poder crear una aparición fantasmal, como cuando aparecen figuras fantasmagóricas al caballero y lo distraen.
- Explosión de artificios hacia el final de una escena combinado con un fundido, como cuando el caballero consigue hacer desaparecer la bruja con su espada mágica.

Con estos efectos especiales, la película consiguió sorprender y hacer disfrutar de la experiencia a un público de 1901, gracias a la gran concentración de trucos, el ritmo rápido de las acciones o la estética misma. Se trata de una película que no fue innovadora en cuestiones técnicas, pero supo aplicar inteligentemente las innovaciones que había habido hasta entonces en un escenario primario para explicar una historia, en vez de demostrar dominar los trucos visuales, dando más importancia a la historia que los efectos especiales.

## Relación con Georges Méliès
Esta película fue realizada por dos pioneros del cine británico. Walter R. Booth como director y Robert W. Paul como productor. Ambos ya habían trabajado juntos antes con la película corta de Una colisión de ferrocarril (A Railway Collision) en 1900. En esta película, ya se ve un gran trabajo en el decorado y las ganas de experimentación con trucos inspirados por Georges Méliès.
Por un lado, Robert W. Paul fue un inventor, que ingresó en la industria cinematográfica como un experimentador y director, aunque lo dejó para convertirse en productor de otros visionarios como él.
Por otro lado, Walter R. Booth estaba intrigado por las posibilidades que ofrecía realizar una película. Su trabajo podría parecerse al de Méliès debido a que comparten antecedentes similares. Pero, es en esta película de The Magic Sword en que la relación entre los dos es más obvia y clara, donde aprovecharon la increíble popularidad del estilo de Méliès, para convertirse en una de las mejores representaciones del género cinematográfico de fantasía de los principios de la historia del cine.
Vemos muchos puntos en común entre esta película en concreto y la figura de Méliès como:
- La predilección por el género de fantasía o cuentos de hadas.
- Trucos empleados en la película para crear efectos visuales, como la exposición doble o las sobreimpresiones.
- Telón de fondo pintado para poder hacer sobreimpresiones en este.